# O Pai da Rita
O Pai da Rita é um filme de comédia dramática brasileiro de 2022, dirigido por Joel Zito Araújo e escrito pelo próprio diretor em parceria com Di Moretti. Conta a história de dois velhos amigos que compartilharam um amor em comum com uma passista no passado e agora travam uma disputa para saber quem é o pai da filha da mulher. É protagonizado por Ailton Graça, Wilson Rabelo e Jéssica Barbosa, e conta ainda com as participações de Elisa Lucinda, Léa Garcia, Francisco Gaspar e Paulo Betti.
O Pai da Rita foi lançado nos cinemas em 19 de maio de 2022 pela O2 Filmes.

## Sinopse
Pudim (Aílton Graça) e Roque (Wilson Rabelo) são dois compositores da velha guarda da escola de samba paulista Vai-Vai que moram juntos em um apartamento há décadas e compartilham o amor por suas carreiras na escola de samba, a qual é uma das mais prestigiadas do estado de São Paulo. No entanto, uma dúvida paira a cabeça dos dois: o que aconteceu com a passista Rita, que ambos eram apaixonados? Em um dado momento, Ritinha (Jéssica Barbosa) surge na vida dos dois. Ela é a filha das passista Rita. Seu aparecimento é a chave para desvendar o paradeiro de Rita, mas também pode desmoronar a amizades de Pudim e Roque, pois agora e travada uma disputa para saber quem é o pai de Ritinha.

## Elenco
- Aílton Graça como Pudim
- Wilson Rabelo como Roque
- Jéssica Barbosa como Ritinha
- Elisa Lucinda como Neide
- Léa Garcia como Tia Neguita
- Paulo Betti como Sauro
- Francisco Gaspar como Macaxeira
- Eduardo Silva como Padre Chiquinho
- Adriana Tanikawa como Sook
- Sidney Santiago como Vadinho
- Monalisa Silva como namorada

## Produção

### Desenvolvimento e filmagens
O Pai da Rita é o sexto longa-metragem do cineasta Joel Zito Araújo,considerado o "Spike Lee brasileiro", sendo o primeiro de ficção após um hiato de quase vinte anos após As Filhas do Vento, de 2004. O diretor também assina o roteiro ao lado de Di Moretti, numa história inspirada na letra da cançãpo "Rita", do cantor e compositor Chico Buarque. O filme é produzido pela Casa de Criação Cinema em coprodução com a Globo Filmes. Lauro Escorel é o responsável pera direção de fotografia. As filmagens ocorreram em São Paulo e a trama é ambientada no bairro do Bixiga.

## Lançamento
O filme contou com sessões de pré-estreia no Rio de Janeiro, em 16 de maio de 2022, e em São Paulo, em 17 de maio. O lançamento comercial ocorreu em 19 de maio com distribuição da O2 Filmes.

## Recepção

### Resposta da crítica
Inácio Araújo, da Folha de S.Paulo, define o filme como uma "comédia singela, mas desajeitada", onde se atrapalha no desenvolvimento da história ao não focar no que realmente se propôs, como por exemplo diálogos extensos entre os personagens que não acrescentam ao desenvolvimento do enredo.